# The Caddy
The Caddy is een Amerikaanse film van Paramount Pictures uit 1953, onder regie van Norman Taurog en met Dean Martin en Jerry Lewis in de hoofdrollen.

## Verhaal
De film draait om Harvey Miller, de zoon van een beroemde golfspeler. Harvey’s vader wil dat zijn zoon in zijn voetsporen treedt, maar Harvey is bang voor grote menigten en durft derhalve niet op grote toernooien te spelen. Daarom wordt hij op advies van zijn verloofde Lisa een golfinstructeur. Lisa's broer Joe wordt Harvey's eerste klant. Als snel is hij door Harvey's advies goed genoeg om te kunnen spelen in toernooien, met Harvey als zijn caddie.
Joe wint de ene wedstrijd na de andere, maar het succes stijgt hem naar het hoofd. Hij begint Harvey te behandelen als een stuk vuil. Uiteindelijk komt het tot een woordenwisseling tijdens een toernooi. Joe wordt vanwege de ruzie gediskwalificeerd. Voor Harvey dient zich echter een nieuwe kans aan wanneer hij wordt aangesproken door een man uit het publiek. De man blijkt een talentagent te zijn, die de ruzie heeft gezien en denkt dat Harvey en Joe geschikt zouden zijn voor een baan in de showbusiness.
Harvey weet zijn angst te overwinnen, en wordt samen met Joe een succesvol entertainerduo.

## Rolverdeling
| Acteur                | Personage         |
| --------------------- | ----------------- |
| Dean Martin           | Joe Anthony       |
| Jerry Lewis           | Harvey Miller, Jr |
| Donna Reed            | Kathy Taylor      |
| Barbara Bates         | Lisa Anthony      |
| Joseph Calleia        | Papa Anthony      |
| Fred Clark            | Mr. Baxter        |
| Clinton Sundberg      | Charles, Butler   |
| Howard Smith          |                   |
| Marshall Thompson     | Bruce Reeber      |
| Marjorie Gateson      | Mrs. Grace Taylor |
| Frank Puglia          | Mr. Spezzato      |
| Lewis Martin          | Mr. Taylor        |
| Romo Vincent          | Eddie Lear        |
| Argentina Brunetti    | Mama Anthony      |
| Houseley Stevenson Jr |                   |

## Prijzen en nominaties
In 1954 werd "The Caddy" genomineerd voor een Academy Award in de categorie Beste Muziek.